# Моторешть
Моторешть, Моторешті (рум. Motorăști) — село у повіті Алба в Румунії. Адміністративно підпорядковане місту Кимпень.
Село розташоване на відстані 321 км на північний захід від Бухареста, 53 км на північний захід від Алба-Юлії, 61 км на південний захід від Клуж-Напоки.

## Населення
За даними перепису населення 2002 року у селі проживали 90 осіб, усі — румуни. Усі жителі села рідною мовою назвали румунську.